# JR東海383系電車
383系電車（383けいでんしゃ）は、1994年（平成6年）に登場した東海旅客鉄道（JR東海）の振子式特急形車両である。

## 概要
1973年（昭和48年）から特急「しなの」で使用されており陳腐化していた381系を置き換える目的で開発された。曲線通過時の車体傾斜にコンピュータ制御を採り入れた制御付自然振子方式を採用し、自然振子方式の381系に比べ曲線通過性能や乗り心地を改善させた。
1994年（平成6年）8月に量産先行車（A1編成）が落成し、各種試験走行を経て1995年（平成7年）4月29日に臨時「しなの」91・92号で営業運転を開始した。量産車は1996年（平成8年）6月より製造され、同年12月1日のダイヤ改正で「しなの」の定期列車を全て置き換えた。
1995年（平成7年）通商産業省（現：経済産業省）グッドデザイン商品（現：日本産業デザイン振興会グッドデザイン賞）選定、1996年（平成8年）鉄道友の会ローレル賞受賞。

## 構造

### 車体
ステンレス製の軽量構体を採用し、運転台を含む前頭部のみ普通鋼製である。外部塗色はステンレス地肌の無塗装で、車体側面中位にピンストライプ様の意匠としたブラウンの帯を、正面および客室窓直下の車体全周にオレンジ色の帯を配する。客室窓および正面窓枠周囲は黒色である。客用扉は、主に自由席として使用する車両には片側2か所、他の車両は片側1か所に設ける。車体断面は客窓部分のみが垂直で、屋根肩と窓下裾部を車体傾斜に備えて大きく絞っている。
輸送状況の変化に応じ複数の編成を併結・切り離しする運用方をとるため、中間に連結する必要のある運転台付車両の前頭部には貫通路が設けられ、貫通扉として両開き式のプラグドアを備える。基本編成の長野方先頭に連結される運転台付グリーン車クロ383形（基本番台）のみは貫通扉を設けず、先頭部には前面展望に配慮したパノラマ様式のフロントガラスを設ける。

### 車内
グリーン車は青色基調、普通車はグレー基調の配色である。従来車両に比べ居住空間の拡張がなされ、座席は前後の間隔（シートピッチ）をグリーン車で1,200 mm、普通車で1,000 mmに拡大したほか、座面の幅もグリーン車で460 mm、普通車で455 mmを確保している。側窓は天地寸法を850 mmに拡大している。
バリアフリー対応として、モハ383形0番台に車椅子対応設備を設けるほか、客用扉にドアチャイムを設置する。

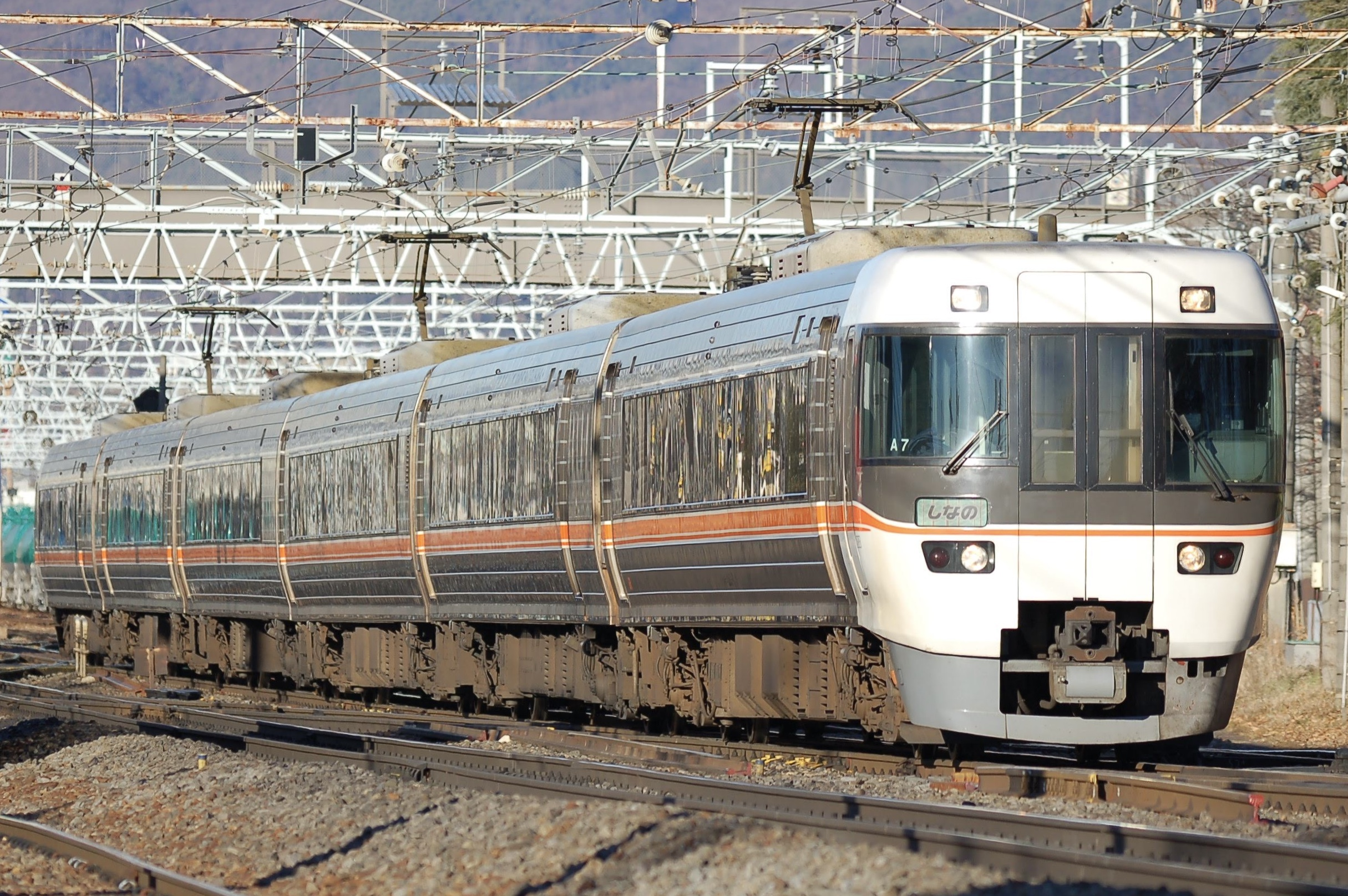
貫通型先頭車
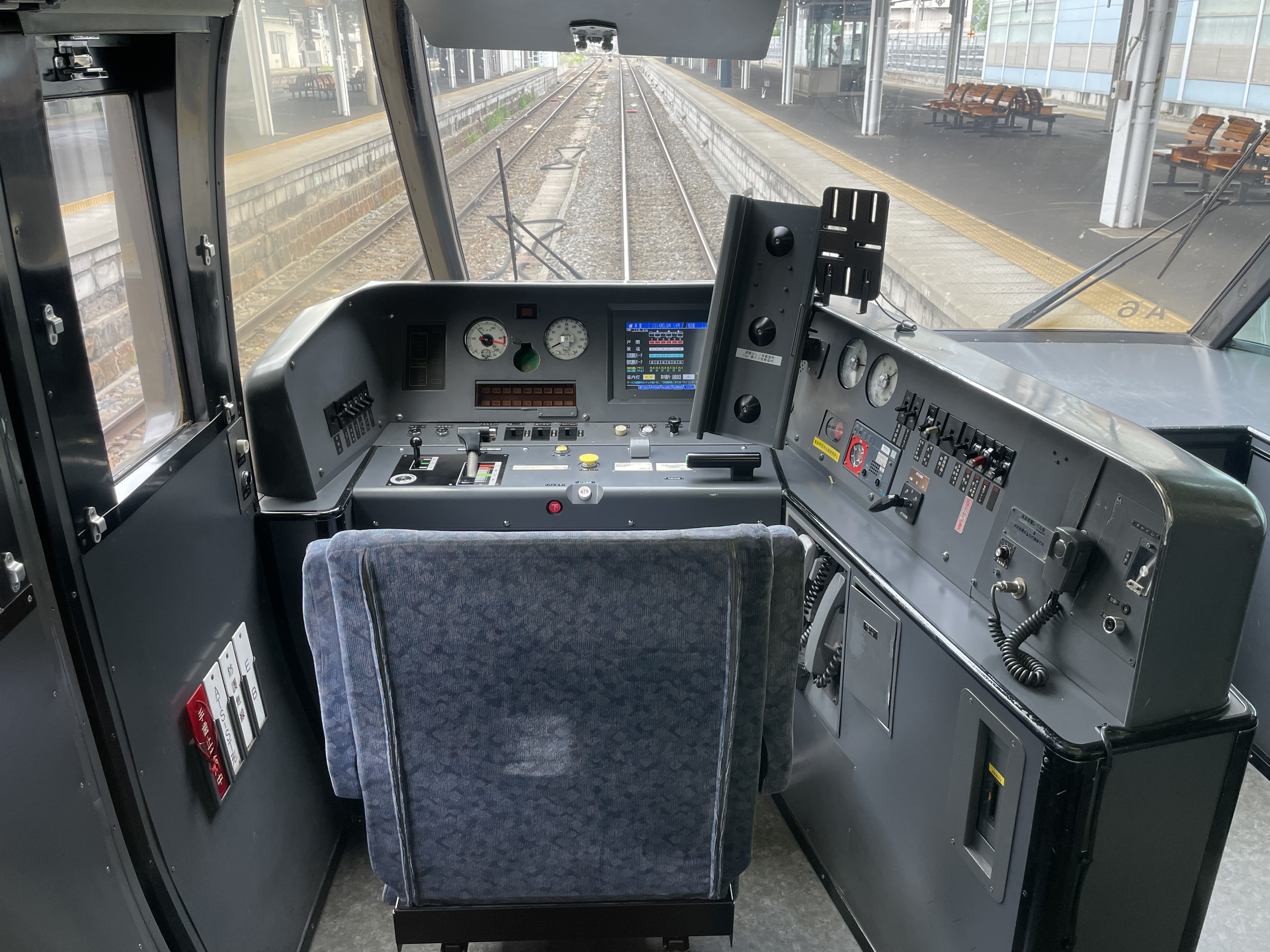
運転台
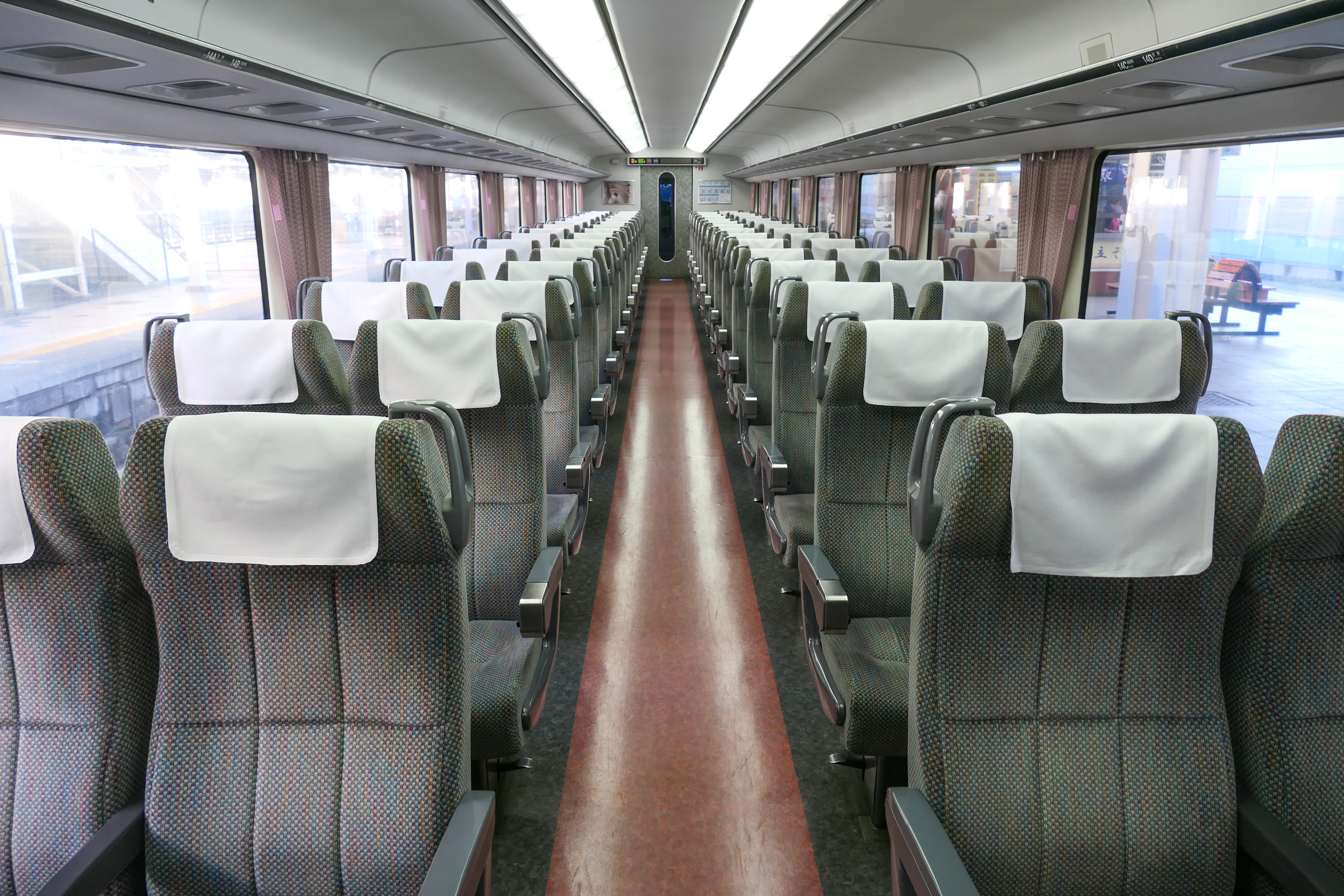
普通車
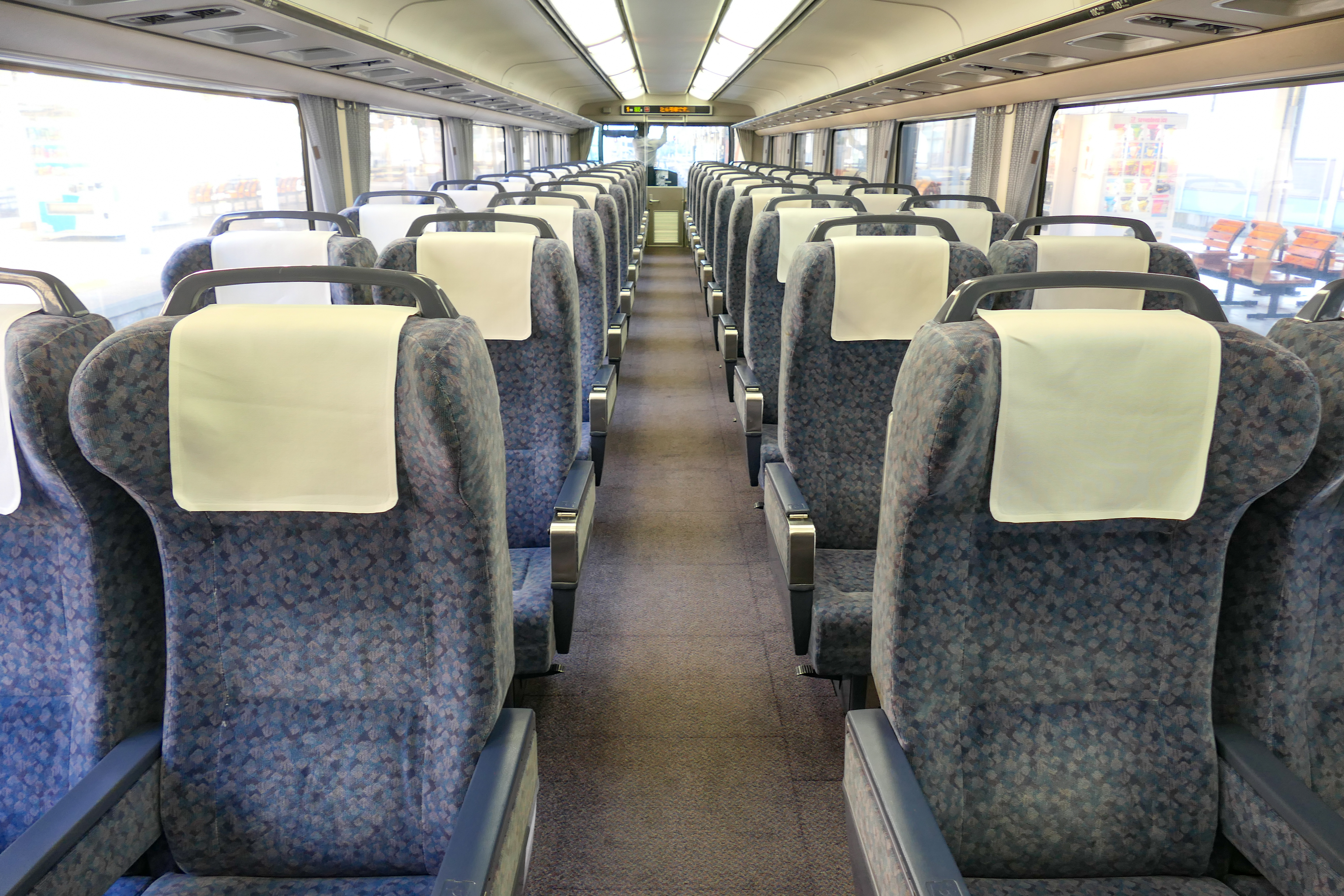
グリーン車
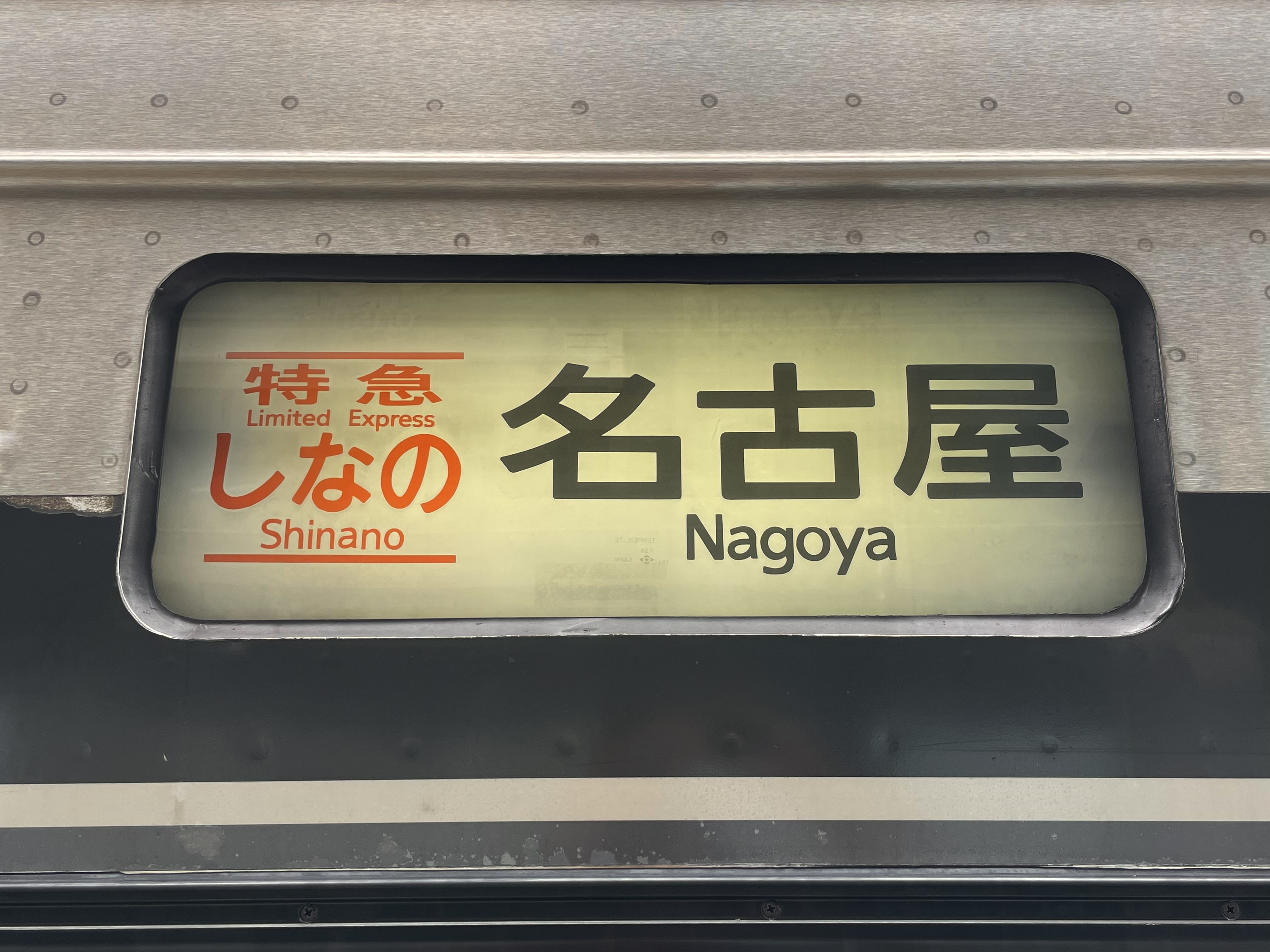
行先表示
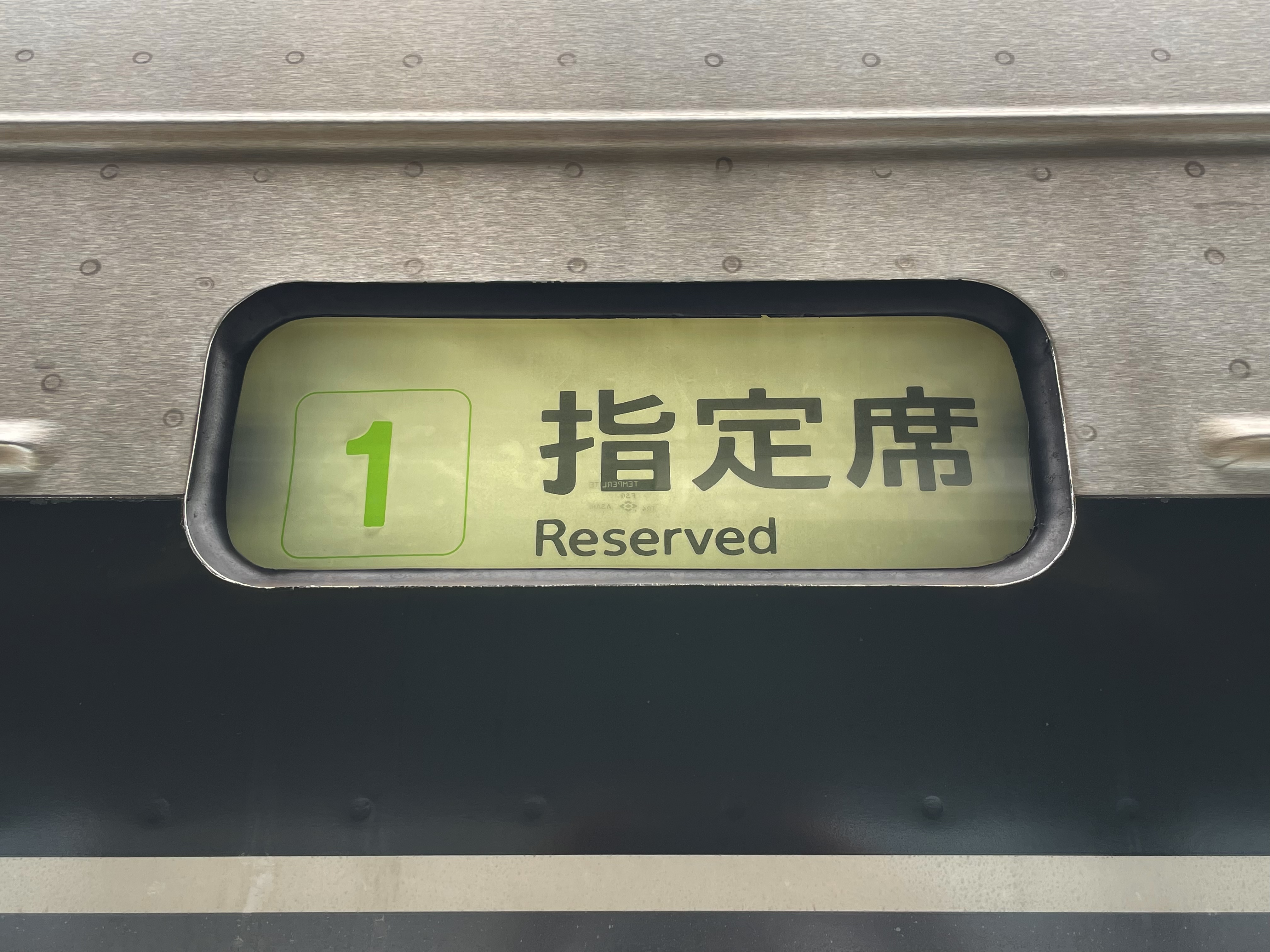
号車表示

### 機器類
主回路制御はVVVFインバータ方式を採用し、スイッチング素子にGTOサイリスタ（4500 V/500 A）を用いた主変換装置は東芝および東洋電機製造製である。集電装置はシングルアーム式パンタグラフの C-PS27形 で、いずれもJR東海の在来線用車両では初の採用である。なお、制御装置類は東芝原設計。

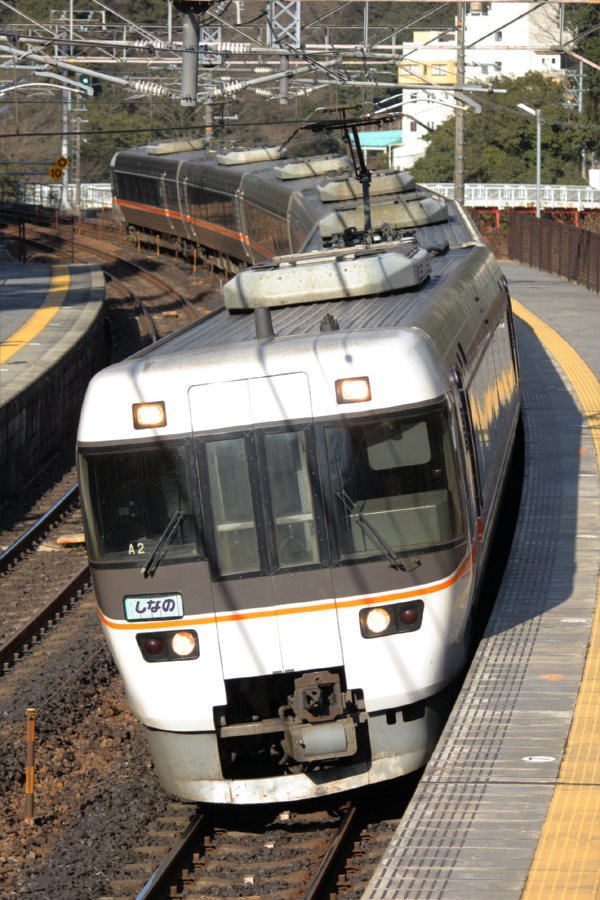
振子機構動作中

曲線通過対策として搭載された本系列の車体傾斜機能は、台車に搭載したベアリングガイド式の車体傾斜機構をコンピュータ制御の空気シリンダで動作させる制御付き自然振子方式である。車体傾斜を曲線走行時の超過遠心力のみに依存する381系の自然振子方式にみられた「振り遅れ」「揺り戻し」を解消し、乗り心地を改善して曲線通過速度の向上を図った。最高速度は130 km/h、曲線通過速度は最大で本則+35 km/h（半径600 m以上）である。
パンタグラフはシングルアーム式で車体の屋根に直接搭載され、制御付き振子機能の使用は架線の対策がなされた名古屋駅 - 松本駅間に限られる。パンタグラフ折りたたみ高さは 3,850 mm まで下げられ、建築限界が中央本線中津川駅以東より小さい身延線への入線も振子機能を停止した条件下で可能である。
ブレーキは回生・発電ブレーキ併用電気指令式空気ブレーキである。発電ブレーキを搭載するのは、列車本数の少ない区間では回生ブレーキが機能しないこと（回生失効）があるためである。
保安装置はATS-STとATS-PTを搭載する。
補助電源装置は静止形インバータ（SIV）のC-SC36形（東洋電機製造製）、電動空気圧縮機（CP）はスクロール式を採用する。

### 台車
枕ばねに空気ばねを用いたボルスタレス台車 C-DT61 形（動力台車）とC-TR245 形（付随台車）で、軸箱支持は円錐ゴム支持、車体傾斜機構としてベアリングガイド式の振子装置をもつ。曲線通過時に線路への横圧を抑えるための機構として、片側の軸箱（車体端側）の支持剛性を柔らかい設定として車軸を常に線路と直角に保つ自己操舵機構を搭載する。
当系列の自己操舵機構は、1990年頃から東京大学生産技術研究所の須田義大助教授（当時）らの協力のもと開発が進められた。
1991年（平成3年）に完成した試作自己操舵台車 C-DT955形 2台は神領電車区のモハ380-58に装着され、1991年（平成3年）12月から営業運転に充当し長期耐久試験に供された。当時の自己操舵機構は、381系や165系にて各輪軸の横圧は各台車の進行方向前側が後側より常に大きくなっていることに着目し、進行方向前側の支持剛性を柔らかい設定としたものであった。そのため進行方向に合わせて支持剛性を変える必要性が生じ、各軸箱には支持剛性の可変機構が内蔵された。
1994年（平成6年）8月に落成し量産先行車にも同じ機構が採用されたが、平均横圧は期待通り低減できたものの、各輪軸の横圧発生状況は想定と異なる結果となった。詳しい分析の結果、ボルスタレス台車では常に前側ではなく、車両端側の横圧が大きくなっていることが判明した。そこで1996年（平成8年）6月から落成した量産車では、車両端側の支持剛性を柔らかい設定で固定とし、可変機構を省略したことで保守性も向上した新しい自己操舵機構とした。先行車についても量産車と同様に改造された。
なおこの2種類の自己操舵機構は、それぞれ別にJR東海が特許を出願している。

## 形式
編成中の電動車と付随車が同数となるMT比 1：1 の列車組成とし、電動車は全て偶数向き（東海道本線上での下り神戸方）に連結される。主回路を構成する電装機器を全て1両の電動車に搭載する 1M 方式を採用している。各車両の形式は全て「383形」で、偶数形式（382形）は存在しない。
長野寄りにパノラマグリーン車を連結の6両基本編成と、貫通型グリーン車連結の4両増結編成、全車普通車の2両増結編成の3タイプが存在する。
- クロ383形

運転台をもつ制御車（グリーン車）で、設備の差異で以下の区分がある。
- 0番台（Tsc1）

同系列で唯一の貫通扉を装備しないパノラマ型先頭車。定員44名。6両編成の長野方先頭車として連結される。
- 100番台（Tsc2）

併結運用に対応するため前頭部に貫通扉を備える。定員44名。4両編成の長野方先頭車として連結される。

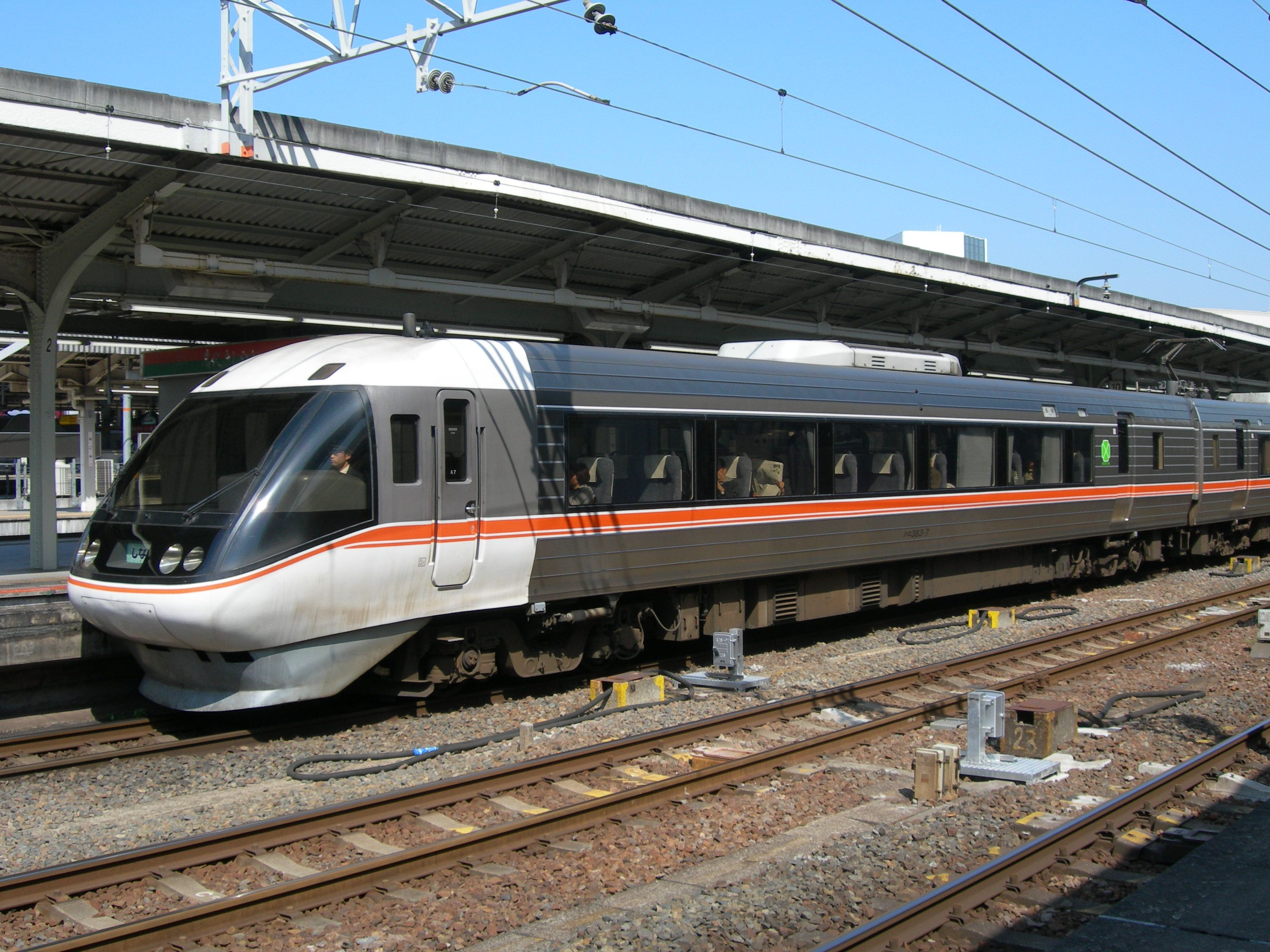
クモハ383形（Mc）
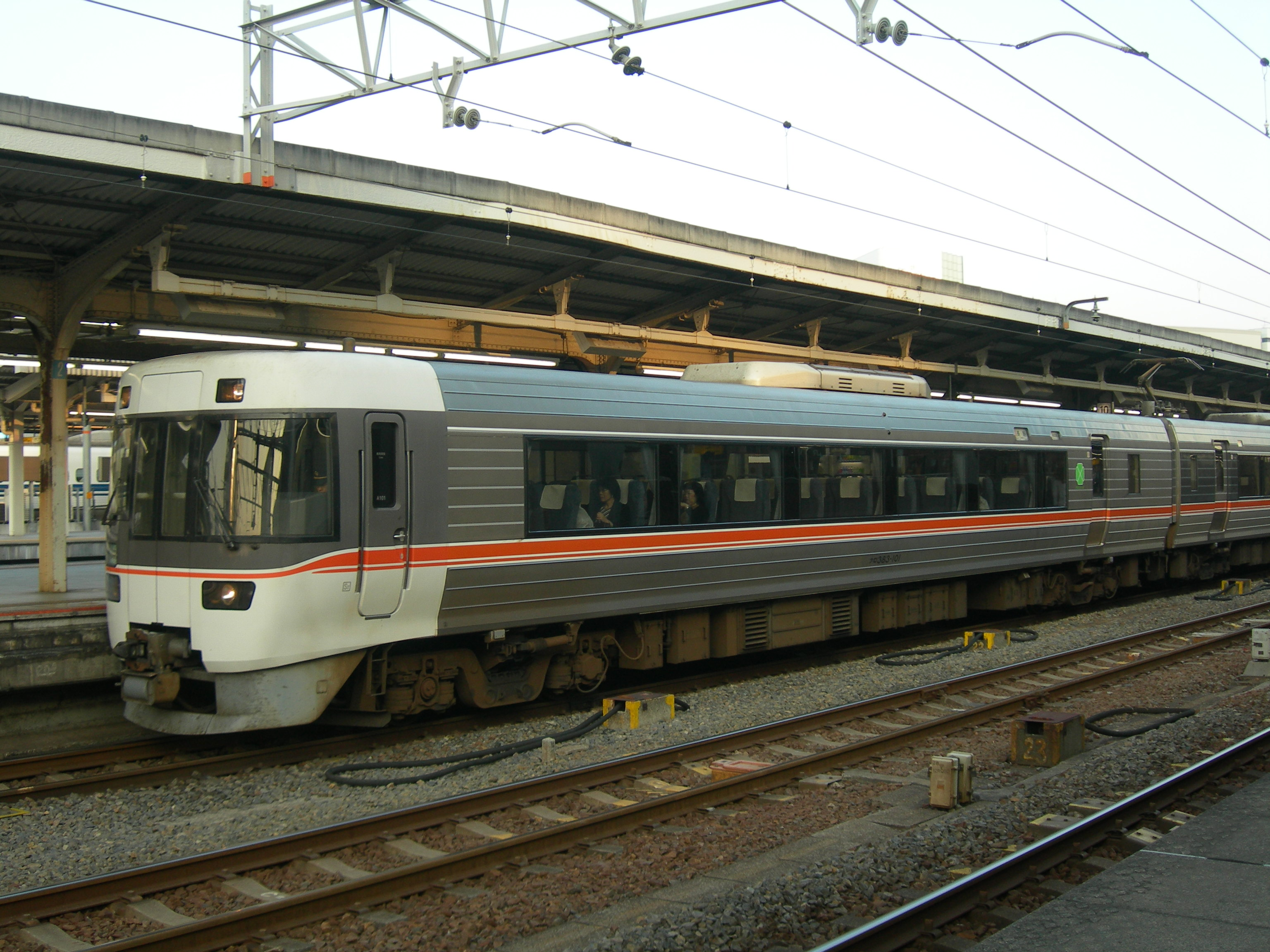
クロ383形100番台
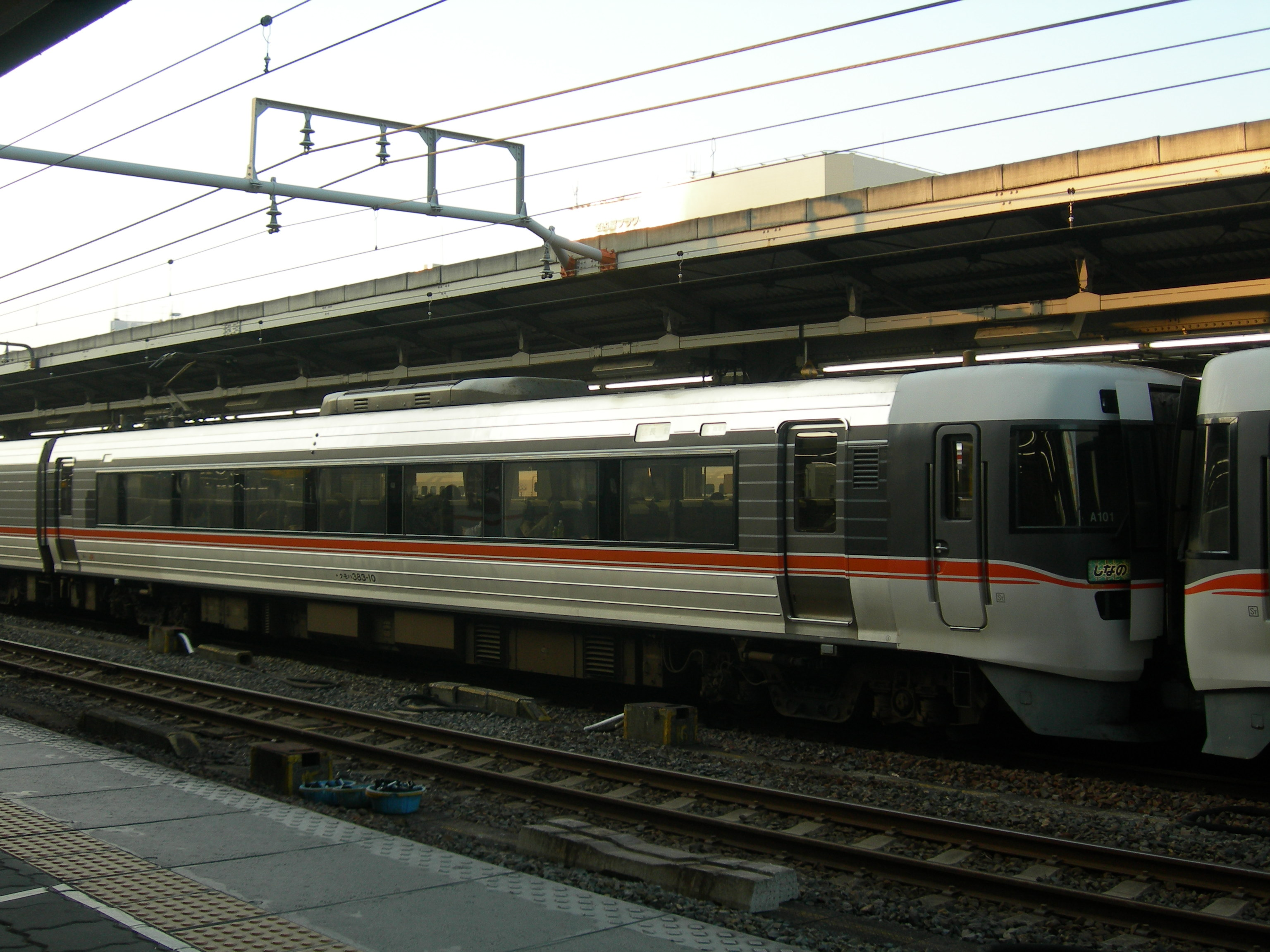
クモハ383形
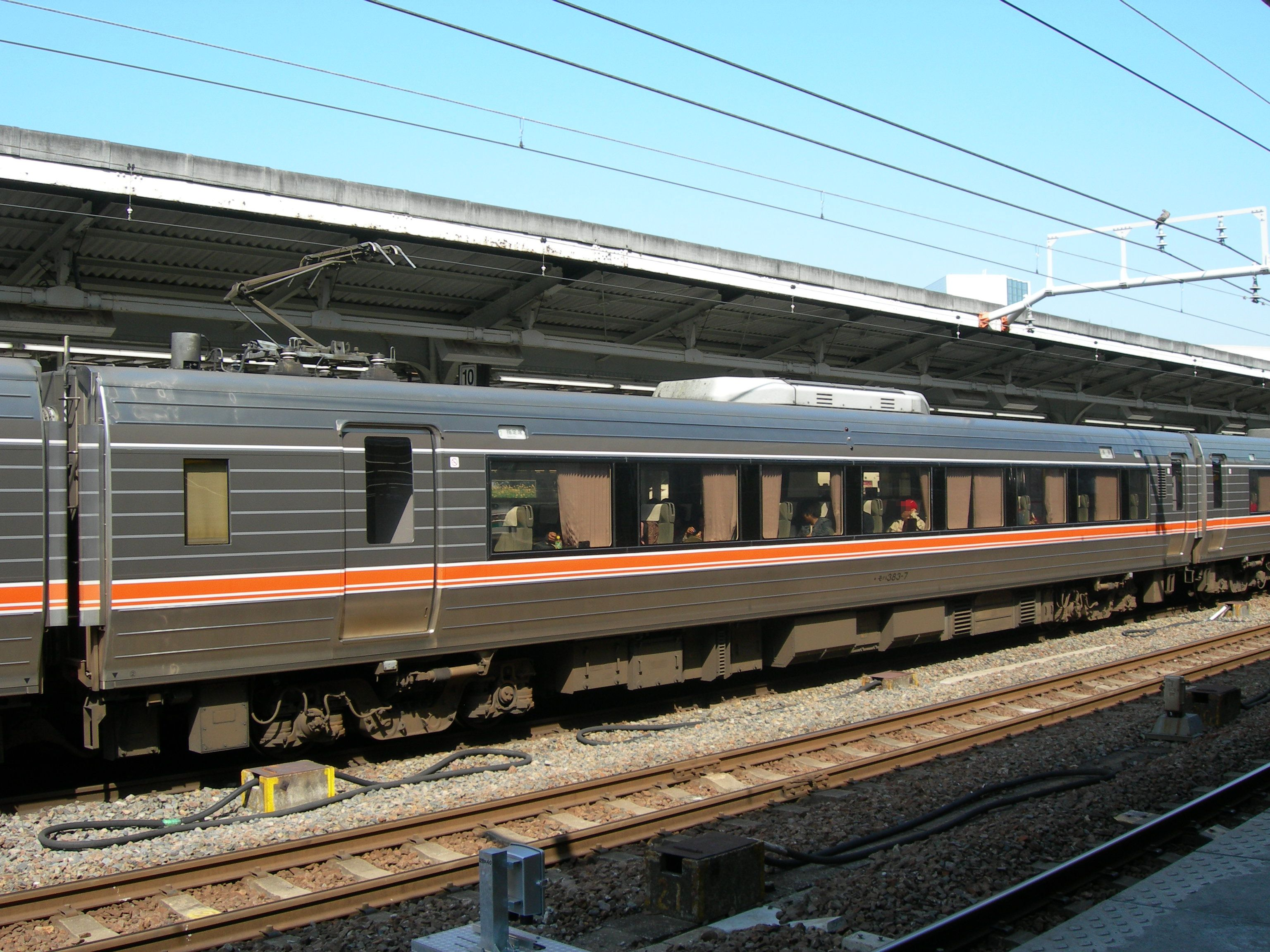
モハ383形
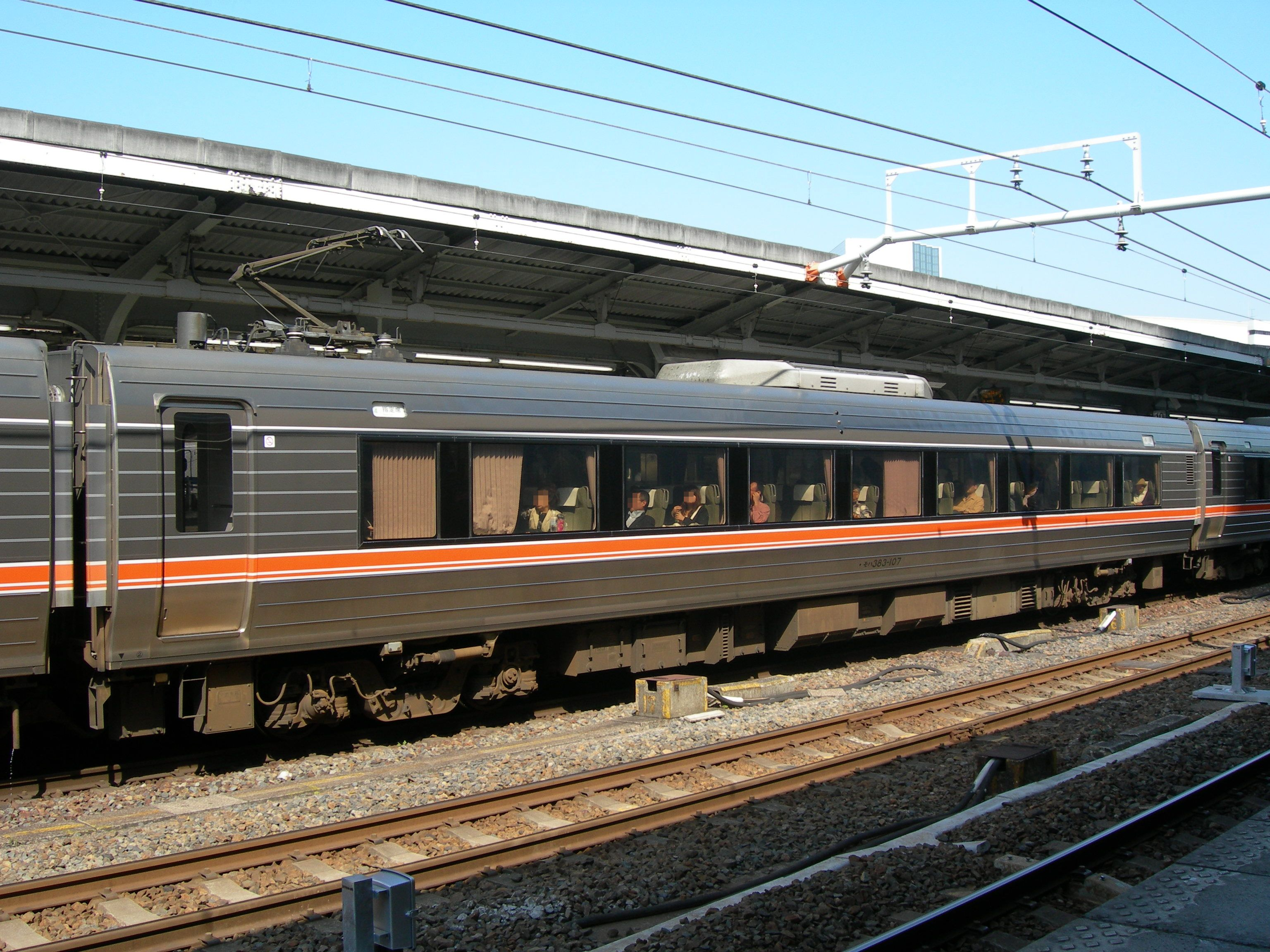
モハ383形100番台
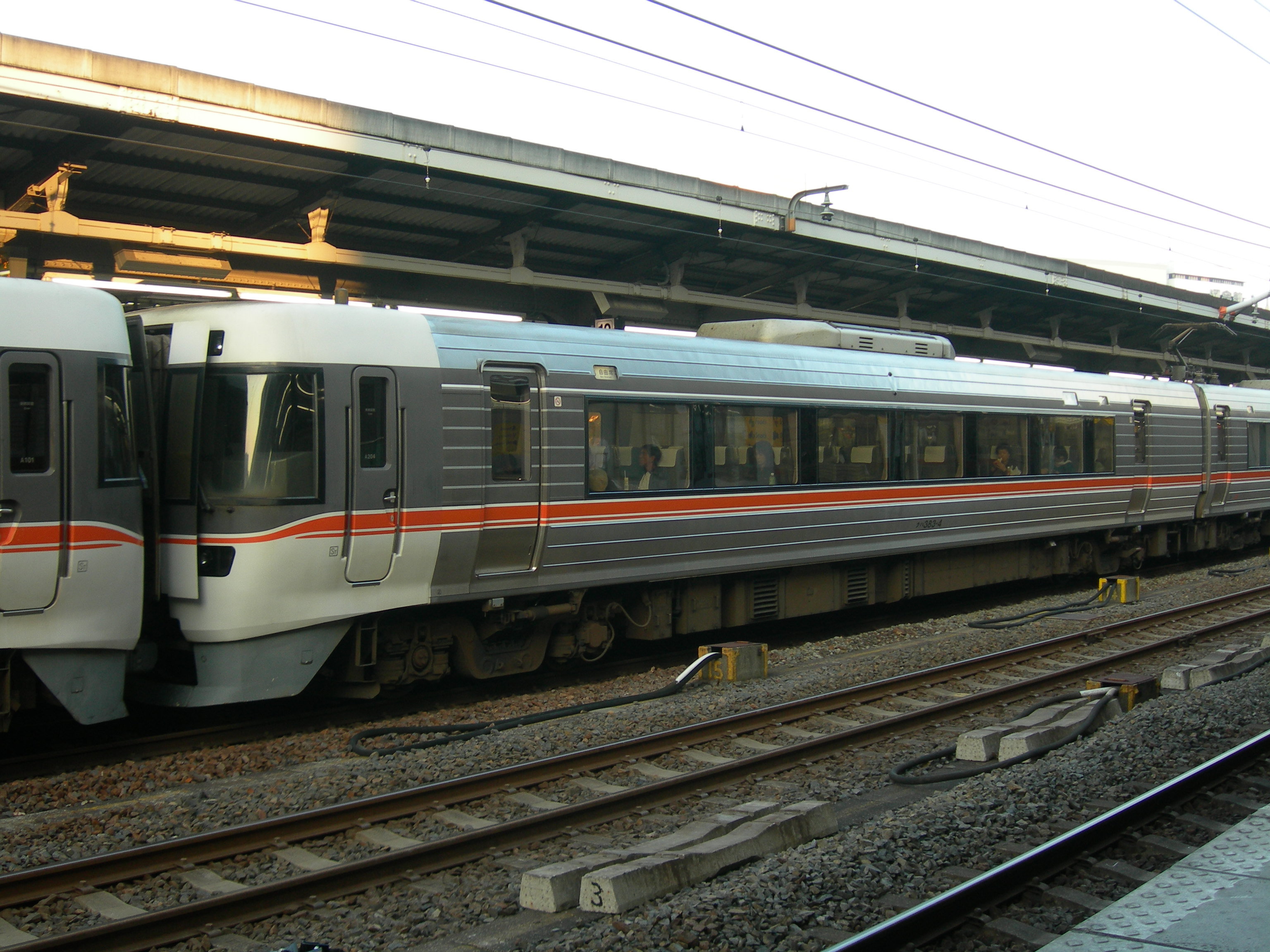
クハ383形
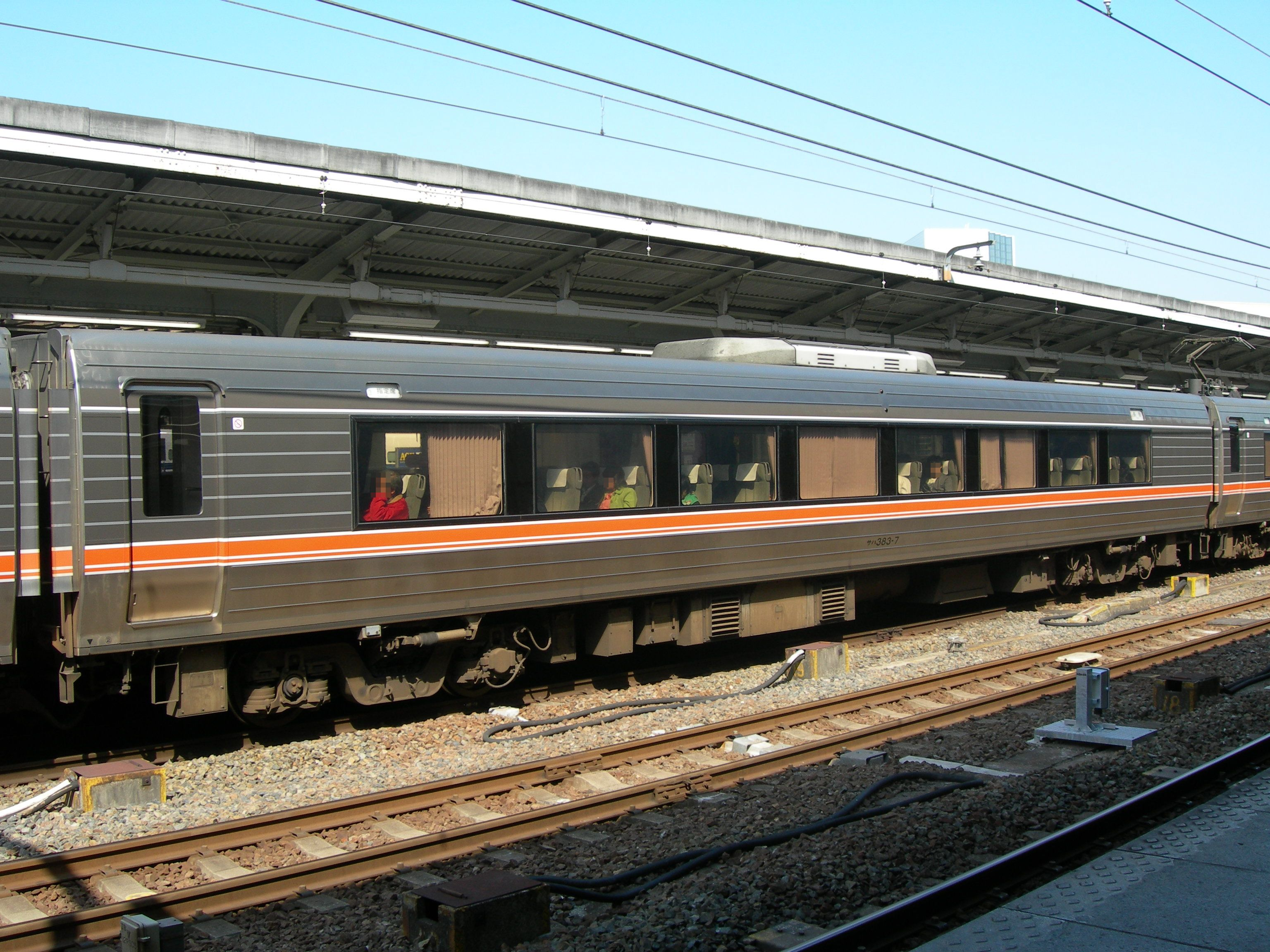
サハ383形
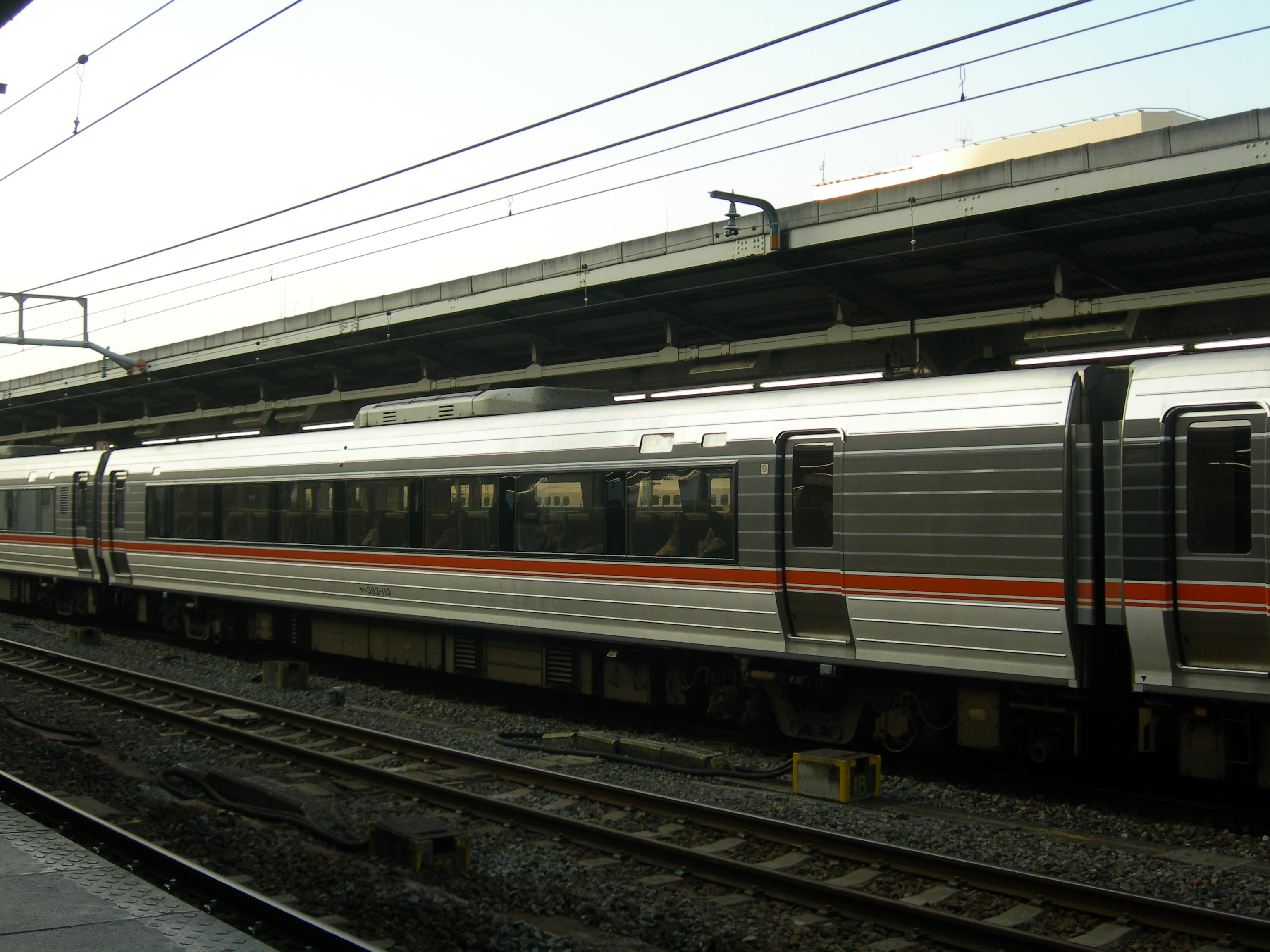
サハ383形100番台

運転台をもつ制御電動車で、前頭部に貫通扉を備え、客用扉は片側2か所に設ける。定員60名。全編成の名古屋方先頭車として連結される。
- モハ383形

運転台のない中間電動車で、設備の差異で以下の区分がある。
- 0番台（M1）

車椅子対応設備を有し、定員59名。客用扉は片側2か所である。6両および4両編成に組成される。
- 100番台（M2）

一般の座席設備のみを有し、定員68名。客用扉は片側1か所である。6両編成にのみ組成される。
- クハ383形（Tc）

運転台をもつ制御車で、2両編成の長野方に組成される。車端部にトイレを設ける。定員52名。2両編成の長野方先頭車として連結される。
- サハ383形

付随車で、設備の差異で以下の区分がある。
- 0番台（T1）

客用扉は片側1か所で、車端部に和式トイレを設ける。定員64名。6両編成にのみ組成される。
- 100番台（T2）

客用扉は片側2か所で、車端部に洋式トイレを設ける。定員60名。6両および4両編成に組成される。
- クロ383形0番台
- クロ383形100番台
- クモハ383形
- モハ383形
- モハ383形100番台
- クハ383形
- サハ383形
- サハ383形100番台

| ← 長野・白馬名古屋・大阪 → | ← 長野・白馬名古屋・大阪 → | ← 長野・白馬名古屋・大阪 → | ← 長野・白馬名古屋・大阪 → | ← 長野・白馬名古屋・大阪 → | ← 長野・白馬名古屋・大阪 → | ← 長野・白馬名古屋・大阪 → |
| -------------------------- | -------------------------- | -------------------------- | -------------------------- | -------------------------- | -------------------------- | -------------------------- |
| A0 編成                    | クロ383 -#0 （Tsc1）       | ＜ モハ383 -#0 （M1）      | サハ383 -#0 （T）          | ＜ モハ383 -#100 （M2）    | サハ383 -#100 （T2）       | ＜ クモハ383 -#0 （Mc）    |
| 定員                       | 44                         | 59                         | 64                         | 68                         | 60                         | 60                         |
| A100 編成                  | クロ383 -#100 （Tsc2）     | ＜ モハ383 -#0 （M1）      | サハ383 -#100 （T2）       | ＜ クモハ383 -#0 （Mc）    |                            |                            |
| 定員                       | 44                         | 59                         | 60                         | 60                         |                            |                            |
| A200 編成                  | クハ383 -#0 （Tc）         | ＜ クモハ383 -#0 （Mc）    |                            |                            |                            |                            |
| 定員                       | 52                         | 60                         |                            |                            |                            |                            |

## 運用
2024年（令和6年）4月1日現在、神領車両区に6両編成×9本、4両編成×3本、2両編成×5本の計76両が配置されている。
2022年（令和4年）3月14日現在、以下の列車で使用されている。
- 特急「しなの」（名古屋駅 - 長野駅間）
- 「ホームライナー瑞浪」（名古屋駅 - 瑞浪駅間）

6両基本編成と増結用編成である4両編成・2両編成の走行距離を極力均等化するため、4両編成と2両編成のみで組成された定期運用が存在する。かつては季節列車化以前の夜行急行「ちくま」での運用があったほか、313系8000番台の増備まで暫定的に快速「セントラルライナー」でも運用されたことがある。また2016年（平成28年）3月25日までは、「しなの」1往復で西日本旅客鉄道（JR西日本）の大阪駅まで乗り入れていた。
臨時列車では、多客期に運行される松本駅・白馬駅発着の「しなの」にも使用されているほか、2014年（平成26年）7月9日に発生した大雨の影響で中央本線が不通になった際には、11日に上松駅まで運転再開してから運行された「しなの」の停車駅に準じた臨時快速の運用に同年8月5日の全線再開まで使用された。2017年（平成29年）- 2019年（令和元年）には、中央本線で運転された臨時特急「諏訪しなの」が運転され、JR東日本管内である中央東線に乗り入れた 。2018年（平成30年）には、中央本線で運転された臨時急行「中山道トレイン」に4両編成が使用された。
2005年（平成17年）には、愛・地球博の開会式での要人輸送の団体臨時列車として、愛知環状鉄道線を走行している。

## 今後の予定
本形式の後継車両として、振子動作位置などを改善した次世代振子装置を設置する「385系電車」の量産先行車8両1編成を2026年（令和8年）度を目処に導入し、各種試験を実施したのち2029年（令和11年）度から量産車の増備を開始する予定であることが、2023年（令和5年）7月20日に発表されている。

## 車歴表
2024年（令和6年）4月1日現在
| ← 長野・白馬名古屋 → | ← 長野・白馬名古屋 → | ← 長野・白馬名古屋 → | ← 長野・白馬名古屋 → | ← 長野・白馬名古屋 → | ← 長野・白馬名古屋 → | ← 長野・白馬名古屋 → | ← 長野・白馬名古屋 → |
| -------------------- | -------------------- | -------------------- | -------------------- | -------------------- | -------------------- | -------------------- | -------------------- |
| 編成 番号            | クロ 383             | モハ 383             | サハ 383             | モハ 383             | サハ 383             | クモハ 383           | 備考                 |
| A1                   | 1                    | 1                    | 1                    | 101                  | 101                  | 1                    | 量産先行車           |
| A2                   | 2                    | 2                    | 2                    | 102                  | 102                  | 2                    |                      |
| A3                   | 3                    | 3                    | 3                    | 103                  | 103                  | 3                    |                      |
| A4                   | 4                    | 4                    | 4                    | 104                  | 104                  | 4                    |                      |
| A5                   | 5                    | 5                    | 5                    | 105                  | 105                  | 5                    |                      |
| A6                   | 6                    | 6                    | 6                    | 106                  | 106                  | 6                    |                      |
| A7                   | 7                    | 7                    | 7                    | 107                  | 107                  | 7                    |                      |
| A8                   | 8                    | 8                    | 8                    | 108                  | 108                  | 8                    |                      |
| A9                   | 9                    | 9                    | 9                    | 109                  | 109                  | 9                    |                      |

| ← 長野・白馬名古屋 → | ← 長野・白馬名古屋 → | ← 長野・白馬名古屋 → | ← 長野・白馬名古屋 → | ← 長野・白馬名古屋 → | ← 長野・白馬名古屋 → |
| -------------------- | -------------------- | -------------------- | -------------------- | -------------------- | -------------------- |
| 編成 番号            | クロ 383             | モハ 383             | サハ 383             | クモハ 383           | 備考                 |
| A101                 | 101                  | 10                   | 10                   | 10                   |                      |
| A102                 | 102                  | 11                   | 11                   | 11                   |                      |
| A103                 | 103                  | 12                   | 12                   | 12                   |                      |

| ← 長野・白馬名古屋 → | ← 長野・白馬名古屋 → | ← 長野・白馬名古屋 → | ← 長野・白馬名古屋 → |
| -------------------- | -------------------- | -------------------- | -------------------- |
| 編成 番号            | クハ 383             | クモハ 383           | 備考                 |
| A201                 | 1                    | 13                   |                      |
| A202                 | 2                    | 14                   |                      |
| A203                 | 3                    | 15                   |                      |
| A204                 | 4                    | 16                   |                      |
| A205                 | 5                    | 17                   |                      |